# Thrinax radiata
Thrinax radiata (лат.) — пальма, вид рода Тринакс (Thrinax) семейства Пальмы, или Арековые (Arecaceae), встречается на Карибских островах, в Центральной Америке и на юге Флориды. Растёт на побережье на песчаных, известняковых почвах.

## Ботаническое описание
Thrinax radiata — небольшая медленнорастущая пальма с тонким стволом высотой 6 м. Листья крупные сложно-сегментированные шириной 1,2-1,5 м и длиной 75 см. делятся на пластины примерно на полпути вниз по длине. Крона состоит из 10-20 крупных листьев. Форма кроны варьирует в зависимости от освещённости: на полном солнце крона имеет более шаровидную или компактную форму, а в тени — более раскидистая и горизонтальная. Вид может цвести, когда дерево всего около 2 м. Соцветия превышают 1 м в длину, изогнуты вниз и могут простираться ниже листьев. Цветки белые, двуполые, цветут круглый год с пиком цветения весной. Плоды — костянки белого цвета.

## Распространение и местообитание
Thrinax radiata почти всегда растёт вблизи прибрежных районов, где вид способен переносить сильные ветра, высокие концентрации соли и засуху. Произрастает на песчаных и известковых почвах, предпочитая осно́вные почвенные условия с высоким pH. Ареал вида включает южные регионы США и Флорида-Киса, западную Кубы, Багамские острова, Каймановы острова, Пуэрто-Рико, Ямайку, Гаити, восточное побережье полуострова Юкатан в Мексике, Белиз, Гондурас и Никарагуа.

## Экология
Вид встречается главным образом в прибрежных кустарниковых зарослях от островов Карибского моря до Мексики и может даже расти на открытых известняках. Иногда встречается в сосновых лесах в Южной Флориде и полувечнозелёных лесах на полуострове Юкатан. Плоды этой пальмы поедают и, вероятно, рассеивают многие животные, включая летучих мышей, обезьян коаты, туканов, броненосцев и оленей. Молодые листья также поедаются обезьянами коатами, а зрелые служат убежищем для нескольких видов летучих мышей. Во Флориде (в частности, на острове Эллиотт Ки) инвазивная мексиканская золотистобрюхая белка (Sciurus aureogaster) оказала крайне негативное влияние на популяции T. radiata. Это белка использует пальмовые волокна в качестве гнездовых материалов и потребляет саму пальму, которая часто после этого погибает.

## Охранные мероприятия
Этот вид, по-видимому, безопасен во всем мире, однако он редко встречается на северном краю своего ареала во Флориде. В то время как пальма обычно выращивается как ландшафтное растение в жилых районах, его дикий ареал во Флориде под угрозой. В настоящее время не предпринимается никаких конкретных охранных мероприятий в США. Существуют ограничения на сбор плодов в Мексике, где человек оказал существенное негативное влияние на популяции вида.